# Ploudaniel
Ploudaniel é uma comuna francesa na região administrativa da Bretanha, no departamento Finisterra. Estende-se por uma área de 46,03 km². Em 2010 a comuna tinha 3 836 habitantes (densidade: 83,3 hab./km²).